# Aaliyah Love
Aaliyah Love, née le 11 juin 1981, à Chicago dans l'Illinois, est une camgirl et actrice pornographique américaine. Elle commence sa carrière dans l'industrie pour adulte en 2003 en tant que camgirl. Exerçant cette activité d’abord sous la bannière d’une société spécialisé dans le webcaming, elle crée et met en ligne son propre site en 2008. Elle débute réellement comme actrice à partir de 2011 en se spécialisant dans un premier temps dans la pornographie lesbienne avant de commencer également à tourner des scènes hétérosexuelles dès 2013.

## Biographie

### Vie avant la pornographie
Aaliyah Love grandit dans une petite ville dans l’Illinois avant de déménager dans la région de Baltimore.
Dans une interview, elle explique qu’elle n'a jamais imaginé devenir une actrice pornographique. À cette époque, elle travaille et étudie en parallèle à l’université dans l'objectif d’obtenir un diplôme de puéricultrice. Après des difficultés financières, elle décide, en 2003, de commencer une carrière dans le milieu pornographique, d'abord via internet grâce à une caméra.

## Carrière

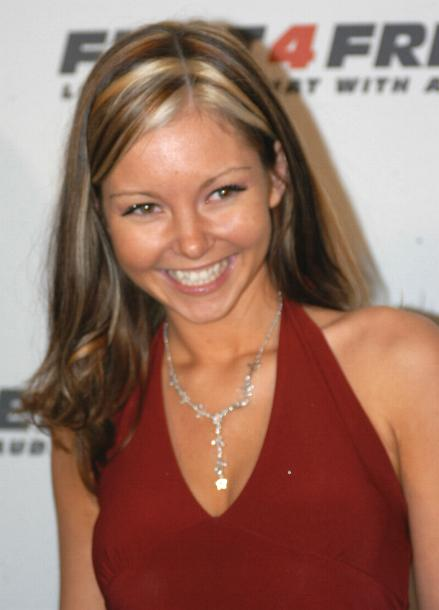
Aaliyah Love, en 2006 lors d’une soirée au Manoir Playboy à l’époque où le webcaming était son activité principale.

Quelques mois après avoir commencé son activité, elle devient la porte-parole de la société de webcam pour laquelle elle travaille. De par ce statut, elle obtient l’opportunité de participer à certaines soirées au Manoir Playboy et à certaines conventions pornographiques, ce qui lui permet de rencontrer des personnes de l’industrie pornographique. Dès 2008 et à la suite de ces rencontres, elle crée son propre site web où elle propose principalement du contenu amateur en solo.
À partir de 2011, en parallèle de son activité de camgirl, elle commence à tourner exclusivement des scènes de pornographie lesbienne pour les sociétés Twistys et Girlfriends Films où elle apparaît notamment dans les séries phares de ce dernier tel que Women Seeking Women ou Mother-Daughter Exchange Club ,,.
En 2012, elle est nommée Twisty’s Treat Of The Month du mois d’avril par la société Twistys. Ce qui aura pour effet de faire décoller sa carrière dans l’industrie. Au mois d’octobre de la même année, le programme d’affiliation BlazingBucks.com fête les 4 ans d’existence et de succès de son site internet consacré à son contenu « solo ».
L’année 2013 est marquée de deux événements clé pour sa carrière : au mois de février 2013, elle signe un contrat de trois ans avec l’agence de talents pour adultes ATMLA. Puis au mois d’avril, elle signe un contrat d’exclusivité de 5 scènes avec la société Brazzers et Twistys où elle prend un nouveau virage dans sa carrière en commençant à tourner ses premières scènes hardcore hétérosexuelles,.
Elle débute l’année 2014 en faisant partie des interprètes de marque du studio Girlfriends Films, avec notamment Prinzzess, Tasha Reign, Bree Daniels, Tanya Tate et Dana DeArmond, surnommée pour l’occasion « Team Girlfriends », pour faire l’ouverture officielle de l’Adult Entertainement Expo 2014, événement en marge de la 31e cérémonie des AVN Awards,. Au mois de mars, le réalisateur multi récompensé Will Ryder lui offre l’un des deux rôles féminins principaux de son prochain film American Hustle XXX, une parodie pornographique du film American Hustle sortie en 2013,. Elle fait également une apparition remarquée dans The Laws Of Love du réalisateur Eddie Powell pour la série de films intitulée « Romance » du studio New Sensations. En avril, Aaliyah Love signe avec l’agence de relations publiques The Rub Pr afin de développer sa propre boutique en ligne où elle commercialise notamment des DVDs de ses films et des produits dérivées,. Au mois de juin, la marque de vêtements Melon Cakes commercialise des tee-shirt « Aaliyah signature » à son effigie. Bénéficiant désormais d’une base de fans importante, le studio Naughty America sort au mois de juillet une nouvelle série qui lui est consacrée avec le premier numéro qui s’intitule Aaliyah Love 1 et qui a pour but de réaliser des scènes mettant en avant les fantasmes des fans à son encontre,. Toujours au mois de juillet, le magazine britannique Men’s Mag Daily lui consacre 4 pages ainsi qu’une interview et quelques photos,. Au mois d’août, elle apparaît dans le magazine britannique Ravers Magazine, l'un des magazines pour adultes les plus populaires du Royaume-Uni où 3 pages lui sont consacrées,. Elle fait également la une du mois d'octobre de Cheri Magazine,. Cette année très prolifique pour Aaliyah Love lui est récompensé par de multiples nominations aux futurs AVN Awards et XBIZ Awards 2015,.
Après une année 2014 riche en projets, elle remporte pour la première fois de sa carrière une récompense lors de la 32e cérémonie des AVN Awards pour le meilleur site Web en solo ainsi qu’un XBIZ Award pour la meilleure scène dans une parodie avec l’acteur Tommy Pistol.
Elle fait ses débuts en 2016 avec le studio spécialisé dans la pornographie lesbienne Girlsway dans The Will avec Tiffany Watson.
En 2017, Aaliyah Love commence à collaborer avec le site BlacksOnBlondes.com, site spécialisé dans la pornographie interraciale. Pour l’occasion, une scène est annoncée avec Aaliyah Love et la légende de la pornographie et futur membre de l’AVN Hall Of Fame, Mandingo. Elle est de nouveau nommée aux XBIZ Awards 2018 pour la Meilleure Scène de Sexe en Réalité Virtuelle avec Angel Smalls et J. Rose. Prix qu’elle ne remportera pas.
Elle est une nouvelle fois nommée aux XBIZ Awards 2020 dans la catégorie Interprète MILF de l'Année où elle figure parmi les favorites sans finalement être lauréate,. Ainsi qu’aux XBIZ Awards 2021, cette fois dans la catégorie Meilleure Scène de Sexe Lesbien avec Cherie DeVille,.
En 2022, elle fait une apparition remarquée dans la nouvelle série produite par Bree Mills pour AdultTime baptisée True Lesbian, dans l’épisode  « The First Day » qui met en vedette Aaliyah Love et Jenna Foxx. À ce stade de sa carrière, elle joue régulièrement le rôle de la MILF dans ses scènes lui valant d’être nommée depuis 2020 dans la catégorie Interprète MILF de l’Année aux XBIZ Awards, l’édition 2022 et 2023 n’échappant pas à la règle, sans toutefois être lauréate,.
Tout au long de sa carrière, elle a travaillé pour les studios les plus célèbres et réputés de l’industrie et a été associée à de nombreuses stars de la profession. À ce titre, on peut citer Brazzers, BangBros, Girlsway, Girlfirends Films, Twistys, Team Skeet, MetArt, Evil Angel, Naughty America, entre autres.
Toujours en activité en 2023, elle continue de tourner pour certains studios, mais consacre principalement son temps et son travail pour son propre contenu sur la plateforme OnlyFans. Elle compte plus de 370 000 abonnés sur Twitter en 2023.

## Vie privée
En novembre 2021, dans un podcast de Holly Randall auquel elle est invitée, elle explique souffrir d'une hernie discale à une vertèbre cervicale, ce qui la force à de fréquentes hospitalisations et lui procure régulièrement des migraines. Elle pratique le yoga et les étirements pour soulager ses symptômes.

## Récompenses et nominations

### Récompenses
- 2015 : AVN Award pour le meilleur site personnel (Best Solo Girl Website)[27] ;
- 2015 : XBIZ Award pour la meilleure scène dans une parodie (Best Scene - Parody Release) pour American Hustle XXX (avec Tommy Pistol)[40].

### Nominations
- 2009 : XBIZ Award : Web Babe/Starlet of the Year ;
- 2010 : XBIZ Award : Web Babe/Starlet of the Year ;
- 2011 : XBIZ Award : Porn Star Site of the Year ;
- 2011 : YNOT Award : Best Solo Girl Website ;
- 2012 : AVN Award : Best Solo Girl Website ;
- 2012 : XBIZ Award : Web Babe of the Year ;
- 2013 : AVN Award : Best Solo Girl Website ;
- 2013 : XBIZ Award : Web Star of the Year.

## Filmographie sélective
- 2011 : ATK Perfect Pussy 4 ;
- 2011 : Slumber Party 11 ;
- 2012 : Women Seeking Women 83 ;
- 2012 : Road Queen 23 ;
- 2012 : Me and My Girlfriend 1 ;
- 2012 : Lesbian Fuck Club ;
- 2012 : Mother-Daughter Exchange Club 26 ;
- 2013 : Cheer Squad Sleepovers 4 ;
- 2013 : Lesbian Slumber Party 3: Girls Volleyball Team ;
- 2013 : Lesbian Sex 10 ;
- 2013 : Road Queen 26 ;
- 2013 : Girl On Girl Fantasies 4 ;
- 2013 : Women Seeking Women 94 ;
- 2013 : Women Seeking Women 96 ;
- 2013 : Aaliyah Love's Female Obsession ;
- 2014 : Women Seeking Women 106 ;
- 2014 : Women Seeking Women 108 ;
- 2014 : Women Seeking Women 112 ;
- 2014 : Me and My Girlfriend 9 ;
- 2014 : Cheer Squad Sleepovers 9 ;
- 2015 : Girls Love Girls 3 ;
- 2015 : Girls Will Be Girls ;
- 2015 : American Hustle XXX ;
- 2016 : Juicy Licks 2 ;
- 2016 : Women Seeking Women 129 ;
- 2017 : Babes Illustrated: Lesbian Office Affairs 2 ;
- 2017 : Yoga Girls 4 ;
- 2017 : Zebra Girls: Aaliyah Love ;
- 2018 : Cheer Squad Sleepovers 26 ;
- 2018 : Women Seeking Women 158.